# Three Flavours Cornetto trilogy
A Three Flavour Cornetto Trilogy é uma série de filmes criados por Simon Pegg e Edgar Wright, estrelando Pegg e Nick Frost como os protagonistas, com vários atores de comédias britânicos participando em papéis secundários. Os filmes foram Shaun of the Dead (2004), uma comédia romântica com zumbis, Hot Fuzz (2007), uma comédia e ação de dois amigos policiais e The World's End (2013), envolvendo alienígenas. O terceiro filme não deve ser confundido com um outro da dupla Pegg e Frost, Paul pois Wright não o dirige.
Cada filme é relacionado a um sabor diferente do sorvete Cornetto - os protagonistas sempre compram um Cornetto do sabor apropriado. O uso das três cores de Cornetto é uma referência à série de filmes Trois couleurs de Krzysztof Kieślowski.

## Filmes
| Filme                  | Data de lançamento      | Diretor      | Roteirista(s)             | Produtor(es)                        |
| ---------------------- | ----------------------- | ------------ | ------------------------- | ----------------------------------- |
| Todo Mundo Quase Morto | 09 de abril de 2004     | Edgar Wright | Simon Pegg e Edgar Wright | Nira Park                           |
| Chumbo Grosso          | 16 de fevereiro de 2007 | Edgar Wright | Simon Pegg e Edgar Wright | Tim Bevan, Nira Park e Eric Fellner |
| Heróis De Ressaca      | 19 de julho de 2013     | Edgar Wright | Simon Pegg e Edgar Wright | Tim Bevan, Nira Park e Eric Fellner |